# Natació al Campionat del Món de natació de 2015 – 200 m esquena masculí
Els 200 metres esquena masculí es va celebrar entre el 6 i el 7 d'agost al Kazan Arena Stadium a Kazan.

## Rècords
Els rècords del món abans de començar la prova:
| Rècord del món       | Aaron Peirsol, Estats Units | 1:51,92 | Roma, Itàlia | 31 de juliol de 2009 |
| Rècord del campionat | Aaron Peirsol, Estats Units | 1:51,92 | Roma, Itàlia | 31 de juliol de 2009 |

## Resultats
Les sèries es van disputar a les 09:56.

   *   Classificats
| Posició | Sèrie | Carril | Nom                   | País                    | Temps     | Notes |
| ------- | ----- | ------ | --------------------- | ----------------------- | --------- | ----- |
| 1       | 4     | 5      | Mitch Larkin          | Austràlia               | 1:55,88   | Q     |
| 2       | 3     | 4      | Ryosuke Irie          | Japó                    | 1:56,68   | Q     |
| 3       | 3     | 5      | Ryan Murphy           | Estats Units            | 1:56,71   | Q     |
| 4       | 3     | 3      | Evgeny Rylov          | Rússia                  | 1:56,78   | Q     |
| 5       | 2     | 4      | Xu Jiayu              | R.P. de la Xina         | 1:56,90   | Q     |
| 6       | 4     | 4      | Tyler Clary           | Estats Units            | 1:56,92   | Q     |
| 7       | 4     | 6      | Christian Diener      | Alemanya                | 1:57,42   | Q     |
| 8       | 4     | 3      | Joshua Beaver         | Austràlia               | 1:57,62   | Q     |
| 9       | 2     | 3      | Masaki Kaneko         | Japó                    | 1:57,63   | Q     |
| 10      | 3     | 7      | Leonardo de Deus      | Brasil                  | 1:57,73   | Q     |
| 11      | 4     | 1      | Grigory Tarasevich    | Rússia                  | 1:57,77   | Q     |
| 12      | 2     | 2      | Li Guangyuan          | R.P. de la Xina         | 1:58,02   | Q     |
| 13      | 2     | 5      | Radosław Kawęcki      | Polònia                 | 1:58,09   | Q     |
| 14      | 2     | 1      | Corey Main            | Nova Zelanda            | 1:58,22   | Q     |
| 15      | 4     | 2      | Luca Mencarini        | Itàlia                  | 1:58,31   | Q     |
| 16      | 2     | 6      | Gábor Balog           | Hongria                 | 1:58,55   | Q     |
| 17      | 4     | 7      | Yakov Toumarkin       | Israel                  | 1:58,64   |       |
| 18      | 3     | 6      | Christopher Ciccarese | Itàlia                  | 1:58,79   |       |
| 19      | 3     | 2      | Danas Rapšys          | Lituània                | 1:59,00   |       |
| 20      | 2     | 7      | Benjamin Stasiulis    | França                  | 1:59,05   |       |
| 21      | 1     | 5      | Lavrans Solli         | Noruega                 | 1:59,23   |       |
| 22      | 3     | 8      | Omar Pinzón           | Colòmbia                | 1:59,24   |       |
| 23      | 2     | 8      | Carlos Omana          | Veneçuela               | 1:59,59   |       |
| 24      | 3     | 1      | Mateusz Wysoczyński   | Polònia                 | 2:00,26   |       |
| 25      | 4     | 9      | Armando Barrera       | Cuba                    | 2:00,92   |       |
| 26      | 1     | 3      | Rexford Tullius       | Illes Verges Americanes | 2:01,22   |       |
| 27      | 4     | 0      | Roman Dmytrijev       | Txèquia                 | 2:01,49   |       |
| 28      | 3     | 0      | Matias López          | Paraguai                | 2:01,74   |       |
| 29      | 2     | 0      | Lukas Rauftlin        | Suïssa                  | 2:03,00   |       |
| 30      | 1     | 6      | Lin Shih-chieh        | Xina Taipei             | 2:04,00   |       |
| 31      | 1     | 4      | Yeziel Morales        | Puerto Rico             | 2:04,15   |       |
| 32      | 2     | 9      | Lê Nguyễn Paul        | Vietnam                 | 2:04,78   |       |
| 33      | 3     | 9      | Vuk Čelić             | Sèrbia                  | 2:05,54   |       |
| 34      | 1     | 2      | Boris Kirilov         | Azerbaidjan             | 2:06,74   |       |
| 35      | 1     | 7      | Lushano Lamprecht     | Namíbia                 | 2:08,14   |       |
| 36      | 1     | 1      | Driss Lahrichi        | Marroc                  | 2:09,14   |       |
| 37      | 1     | 8      | Rami Elias            | Sudan                   | 2:19,53   |       |
| 38      | 4     | 8      | Apostolos Christou    | Grècia                  | 9:99,99 ! | DNS   |

### Semifinals
Les semis es van disputar a les 18:17.

#### Semifinal 1
| Posició | Carril | Nom              | País            | Temps   | Notes |
| ------- | ------ | ---------------- | --------------- | ------- | ----- |
| 1       | 5      | Evgeny Rylov     | Rússia          | 1:55,54 | Q     |
| 2       | 4      | Ryosuke Irie     | Japó            | 1:55,76 | Q     |
| 3       | 3      | Tyler Clary      | Estats Units    | 1:56,58 | Q     |
| 4       | 7      | Li Guangyuan     | R.P. de la Xina | 1:57,12 | Q     |
| 5       | 8      | Gábor Balog      | Hongria         | 1:57,91 |       |
| 6       | 2      | Leonardo de Deus | Brasil          | 1:57,96 |       |
| 7       | 6      | Joshua Beaver    | Austràlia       | 1:57,99 |       |
| 8       | 1      | Corey Main       | Nova Zelanda    | 1:59,50 |       |

#### Semifinal 2
| Posició | Carril | Nom                | País            | Temps   | Notes |
| ------- | ------ | ------------------ | --------------- | ------- | ----- |
| 1       | 4      | Mitch Larkin       | Austràlia       | 1:54,29 | Q, OC |
| 2       | 5      | Ryan Murphy        | Estats Units    | 1:55,10 | Q     |
| 3       | 3      | Xu Jiayu           | R.P. de la Xina | 1:55,13 | Q     |
| 4       | 1      | Radosław Kawęcki   | Polònia         | 1:55,54 | Q     |
| 5       | 6      | Christian Diener   | Alemanya        | 1:57,17 |       |
| 6       | 2      | Masaki Kaneko      | Japó            | 1:57,33 |       |
| 7       | 8      | Luca Mencarini     | Itàlia          | 1:57,81 |       |
| 8       | 7      | Grigory Tarasevich | Rússia          | 1:58,30 |       |

### Final
La final es va disputar el 7 d'Agost a les 17:40.
| Posició | Carril | Nom              | País            | Temps   | Notes |
| ------- | ------ | ---------------- | --------------- | ------- | ----- |
| 1       | 4      | Mitch Larkin     | Austràlia       | 1:53,58 | OC    |
| 2       | 2      | Radosław Kawęcki | Polònia         | 1:54,55 |       |
| 3       | 6      | Evgeny Rylov     | Rússia          | 1:54,60 |       |
| 4       | 7      | Ryosuke Irie     | Japó            | 1:54,81 |       |
| 5       | 5      | Ryan Murphy      | Estats Units    | 1:55,00 |       |
| 6       | 3      | Xu Jiayu         | R.P. de la Xina | 1:55,20 |       |
| 7       | 1      | Tyler Clary      | Estats Units    | 1:56,26 |       |
| 8       | 8      | Li Guangyuan     | R.P. de la Xina | 1:56,79 | WJ    |